# Frauenarzt
Frauenarzt, pseudonimo di Vincente de Teba Költerhoff (Berlino, 18 ottobre 1978), è un rapper tedesco.
Conosciuto come Frauenarzt (ovvero ginecologo in tedesco, lett. "Medico delle donne"), è un rapper tedesco da Berlin-Tempelhof, conosciuto anche come "DJ Kologe", "MC Digital F", "Arzt", "Gyniko", and "Günther". Frauenarzt è soprattutto conosciuto per l'esplicità delle canzoni. Dal 2008 cominciò a comporre canzoni electro-hop/House, assieme a Manny Marc, difatti i due presero il nome di Die Atzen.

## Carriera
Nel 1998 Frauenarzt creò, con Manny Marc, la casa discografica Bassboxxx.
Frauenarzt fonda la storica crew "Berlin Crime" insieme ad altri artisti di Berlino. Sono gli anni nel quale si evolve l'hip-hop in Germania. Frauenarzt fa un genere molto criticato: Porno Rap. Fa uscire moltissimi mix-tape, l'ultimo dei quali è stato incredibilmente pubblicato nel 2014. Il ritorno al passato era richiesto da migliaia di fan del rapper e del gruppo. Frauenarzt è riconosciuto come "Undergroundkonig" ovvero "king dell'underground" e da tutti gli artisti tedeschi e una leggenda della musica tedesca per aver portato ad alti livelli il rap tedesco insieme a i suoi amici di sempre Manny Marc, Bushido e tutta la Berlin Crime, e successivamente con Sido. Il rapper passò guai con la giustizia vista la forte censura che vi era in Germania. Passò alcuni mesi in carcere, gli furono sequestrate le attrezzature e i computer dallo studio, e fu costretto a pagare circa 9.000 €. Nonostante le enormi difficoltà economiche, Frauenarzt insieme a Manny Marc si rimboccarono le maniche e continuarono il loro progetto che sbancò nelle classifiche tedesche solo nel 2009.
Nel 2007 Frauenarzt pubblica l'album Dr.Sex, considerato uno dei migliori album della storia del rap tedesco. Dall'album venne pubblicato il singolo "Brennt den club ab" e nel video sono presenti tantissimi rapper, tra i quali Sido e Fler e molti altri componenti di Aggro Berlin. La canzone arrivo alla 1ª posizione della TRL MOST WANTED CHARTS. L'album venne successivamente tolto dal commercio per l'esplicità degli argomenti trattati nei testi, quali sesso e droghe, vista la forte censura che c'è in Germania.
Nel 2009, Die Atzen ottennero il loro successo con: "Das geht ab!", singolo estratto dall'album Atzen-Musik Vol. 1, e che diventò subito la Hit dell'estate nelle discoteche di Palma, e prese il posto #1 nelle classifiche dell'estate del 2009. La canzone conta quasi 400.000 vendite e un Disco di Platino. Il gruppo nel 2009 arriva secondo nella classifica finale degli artisti in Germania aggiudicandosi il Bravo Otto Silver

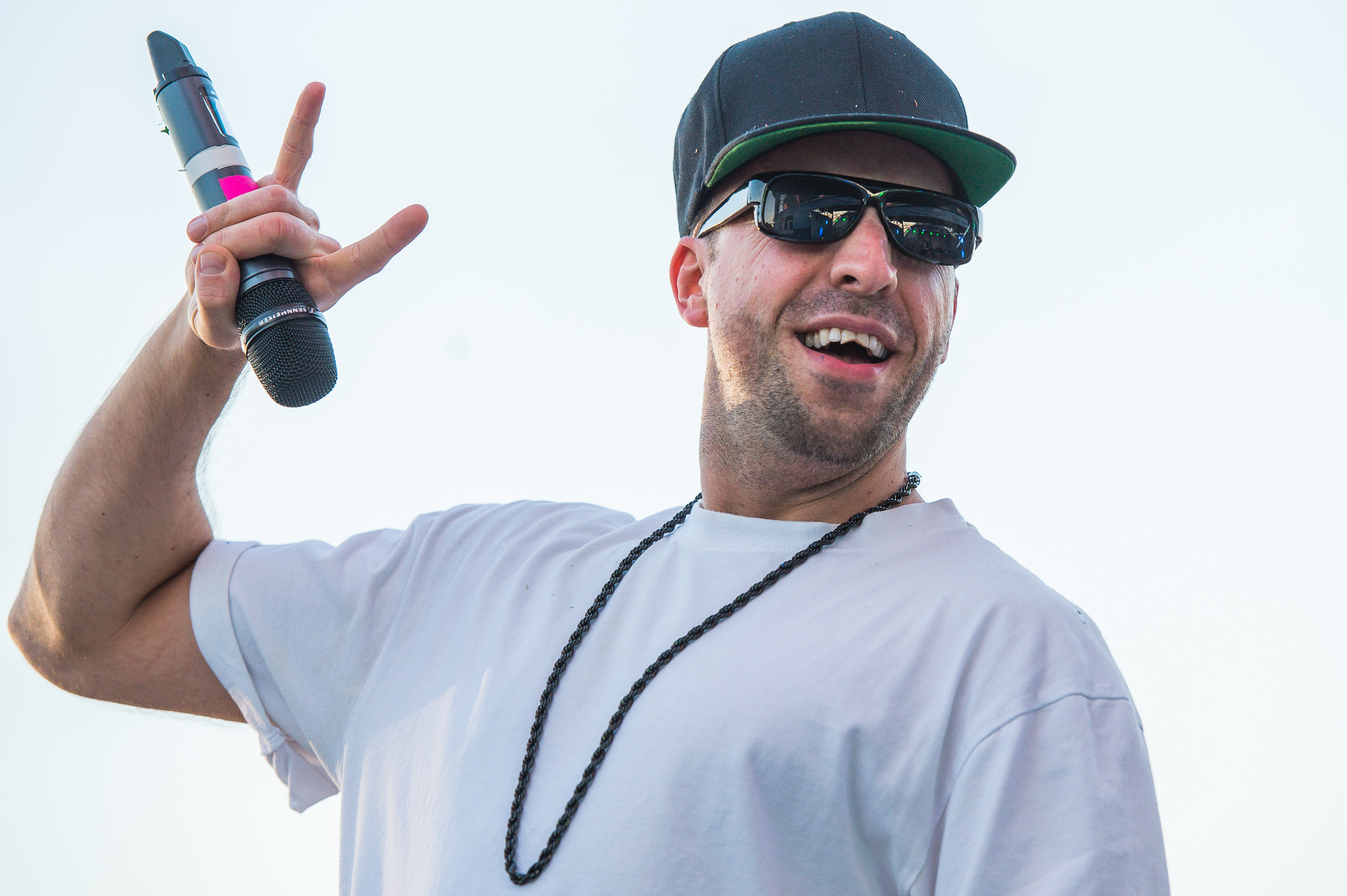

Nel 2010 i Die Atzen incidono il loro secondo album "Atzen Musik vol.2" che conquista subito le classifiche in Germania, Austria e Svizzera. Il singolo "Disco Pogo" estratto dall'album è una delle canzoni con il quale la Musica Tedesca si è fatta conoscere fuori dai propri confini geografici. Disco Pogo diventa un tormentone e rimane praticamente per due anni nella classifica musicale tedesca. Grazie a questo pezzo i Die Atzen arrivano addirittura alla prima posizione nella classifica dance francese nel 2010 e si fanno sentire negli Stati Uniti. Successivamente vengono pubblicati i singoli "Atzin" e "Rock die scheise fett". Frauenarzt e Manny Marc insieme a Sady K si presentano il 21 maggio ai Viva Comet, dove dopo aver conquistato il pubblico con un Medley composto da Disco Pogo, Das geht ab, Alle raven jetzt e Atzin, vincono nella categoria "Bester Partysong". La canzone conta oltre 300.000 vendite e il disco di platino e l'album Atzen Musik vol.2 realizza oltre 150.000 vendite e vince un disco d'oro. Il gruppo nel 2010 arriva primo nella classifica finale degli artisti in Germania aggiudicandosi il Bravo Otto Gold, il premio per la miglior canzone estiva "Ballermann hits 2010 e l'Echo Awards.
Nel 2011, Die Atzen incidono il loro album Party Chaos che divenne subito successo dell'estate 2011 in Germania e in molte discoteche d'Europa. Dall'album viene pubblicato il singolo Strobo Pop nel quale si trova la collaborazione con la regina del Pop tedesco Nena. Il singolo ad oggi conta oltre 200.000 vendite e il disco d'oro. Anche nel 2011 il gruppo arriva primo nella classifica finale degli artisti in Germania aggiudicandosi il Bravo Otto Gold e L'ECHO AWARDS.
Nel 2012 i Die Atzen pubblicano il loro quarto attesissimo album Atzen Musik Vol.3. Il singolo "Party(Ich Will Abgehn)" estratto dallo stesso album diventa subito una colonna sonora dell'estate del 2012 in Germania. Il gruppo pubblica il 15 agosto 2012 il secondo singolo "Feiern?Okay!" feat Dj Antoine e Mad Mark. Per il terzo anno di fila il gruppo arriva primo nella classifica finale degli artisti in Germania aggiudicandosi il Bravo Otto Gold.
Nel 2013 si aggiudicano l'Apres Ski Hits come miglior canzone invernale.
I Die Atzen sono entrati nella classifica ufficiale americana, la Billboard Charts, con la versione in inglese di Disco Pogo, singolo estratto dalla compilation pubblicata dai componenti del programma Jersey Shore.

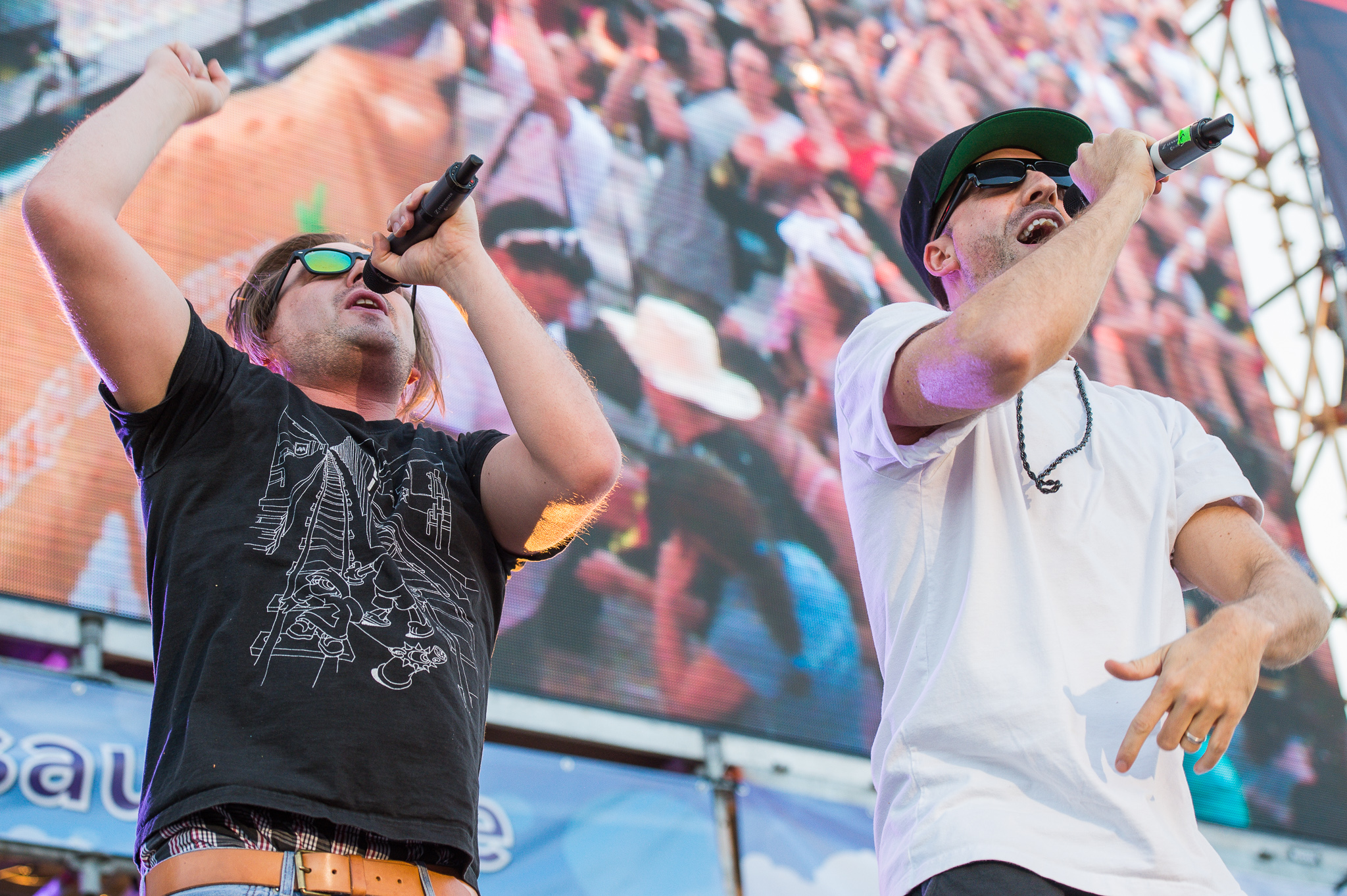
Die Atzen-Live Festival

Il gruppo entra a contatto pure con gli LMFAO. Il gruppo americano si definisce la versione americana del gruppo tedesco, e affermano di essere dei fan del gruppo. Gli LMFAO hanno invitato nel 2012 durante un loro concerto a Berlino i Die Atzen sul palco, scatenando l'entusiasmo del pubblico.
Il gruppo è uno dei più famosi in Germania, conta oltre 150.000.000 visualizzazioni su Youtube, ed è conosciuto in gran parte del mondo grazie al loro singolo "Disco Pogo" che con oltre 60.000.000 visualizzazioni (50.000.000 views nel video caricato sul canale del gruppo, più 10.000.000 views del video caricato sul canale della Kontor Records): su YouTube è la canzone tedesca più visualizzata nel web. Il gruppo ad oggi ha venduto ben oltre il milione di copie tra album e singoli, e fa concerti sold out in Germania, Austria, Svizzera, Croazia, Bulgaria, Belgio, Olanda, Francia, Spagna, Italia, Turchia e Lussemburgo.
Nel dicembre il gruppo fa un ritorno al passato pubblicando un mix-tape insieme agli altri artisti della BC (BERLIN-CRIME o BASS CREW), la prima e unica crew di Frauenarzt e Manny Marc.
Sempre in quel periodo Sady K, la seconda voce di Frauenarzt e Manny Marc durante i live, lascia il gruppo e si dedica al Freestyle Music.
Nel Gennaio 2014 i Die Atzen estraggono il loro primo singolo dell'anno insieme con PSAIKO.DINO, dj del famoso rapper Cro. La canzone, dal titolo "Hop-Hop Hurra", viene anche eseguita nella trasmissione Circus Halligalli condotta Joko Winterscheidt e Klaas Heufer-Umlauf.
In giugno Frauenarzt firma un contratto con la Sony, che collabora all'album da solista.
Durante un'intervista in agosto il gruppo fa sapere che gli album da solisti di Frauenarzt, Manny Marc e Dj Reckless verranno pubblicati in breve tempo, e durante i tour stanno proponendo due nuove canzoni, magari per un Atzen Musik Vol.4 che verrà sicuramente verrà pubblicato nel 2015-16.
Il 6 maggio 2016 esce il suo nuovo album da solista, dopo otto anni, con il titolo "Mutterficker" ed entra direttamente nei primi nella charts tedesca. L'album è accompagnato da due tour,con numerose date sold out, nei principali locali in Germania e dai festival estivi (tra i quali Frauenfeld e Splash,i principali festival hip-hop in Europa)
Nel 2017 esce  "GOTT" l'album in collaborazione con Taktloss, anche quest'album entra diretto tra i primi posti in classifica. Il disco contiene tra i featuring: Sido, Prinz Pi e Marteria.

## Tour e concerti

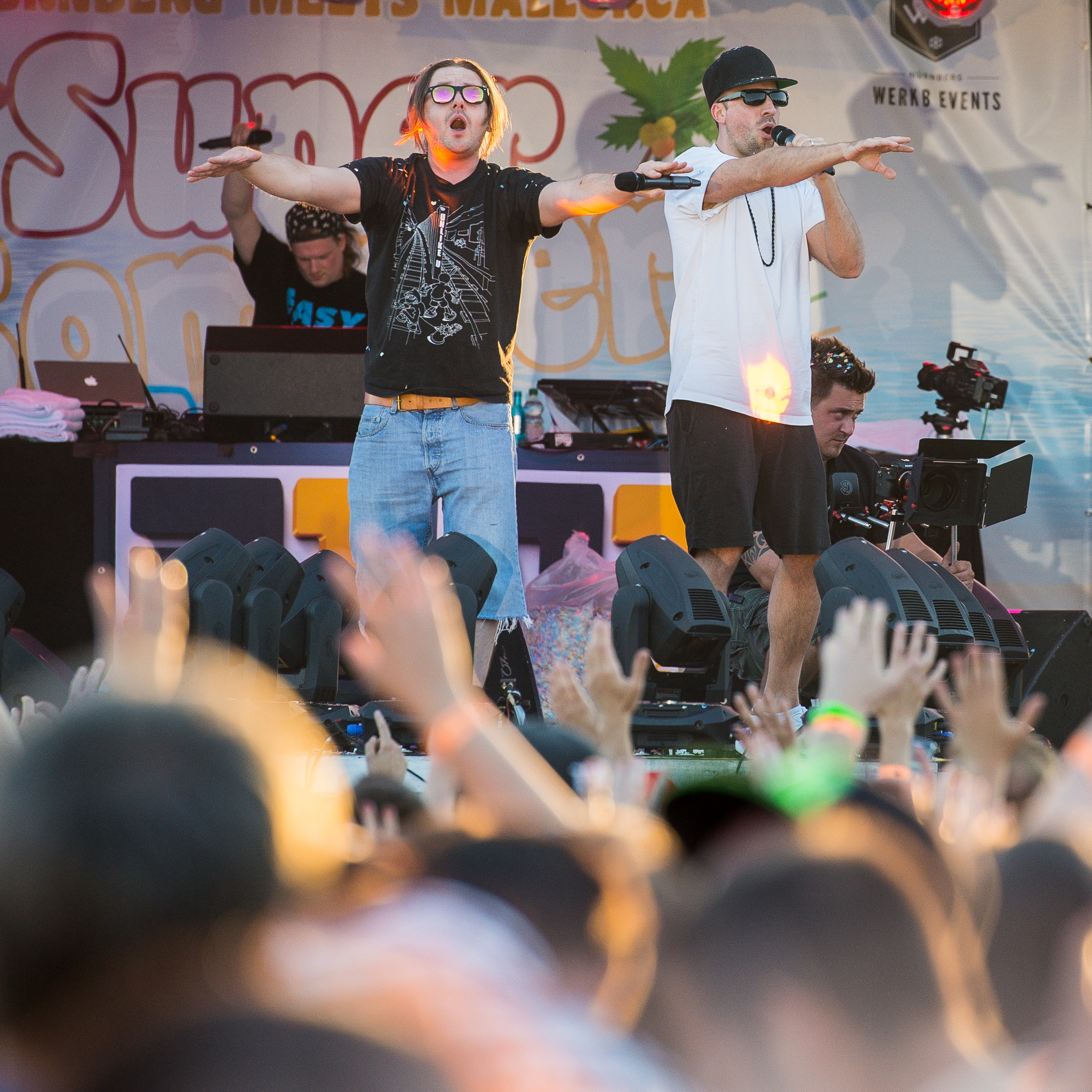

Il gruppo dal 2008, anno dell'inizio del contratto con la Kontor Records, tiene numerosi tour e concerti in tutta Europa.
Il primo tour: "Ein Ganz Normaler Atze tour" avviene nel 2008-2009 con date in: Germania, Austria e Spagna
Il secondo tour: "HILFE DIE ATZEN KOMMEN", nel 2010 (15 tappe)
Il terzo: "Party Chaos Tour" nel 2011 (28 TAPPE)
Il quarto: "Atzen Musik tour 2012" (12 TAPPE)
Il quinto: "Atzen Musik vol.3 Tour 2012" (14 TAPPE)
Il sesto: Tour nei Festival (Estate 2013)
Il settimo: "Die Atzen Club Tour 2014" (37 date) facendo tappa in: Germania, Francia, Italia, Svizzera, Austria e Spagna
L'ottavo: "Mutterficker Tour 2016"
Il nono: "Zieh dein Shirt aus Tour"

## Riconoscimenti
I Die Atzen a inizio 2014 contano numerosi premi:
| Das Geht ab        | Disco d'oro (+150.000 unità)      |
| Disco Pogo         | Disco d'oro (+150.000 unità)      |
| Atzen Musik vol. 2 | Disco d'oro (+110.000 unità)      |
| Strobo pop         | Disco d'oro (+150.000 unità)      |
| Disco Pogo         | Disco di platino (+300.000 unità) |
| Das Geht ab        | Disco di platino (+300.000 unità) |

## Premi
| Bravo Otto      | Silver      | 2009      |
| Viva Comet      |             | 2010      |
| Bravo Otto      | Gold        | 2010      |
| Ballermann hits |             | 2010      |
| Echo Awards     | Echo Awards | 2010 2011 |
| Bravo Otto      | Gold        | 2011      |
| Bravo Otto      | Gold        | 2012      |
| Apres Ski Hits  |             | 2013      |

## Stile Musicale
I temi sessuali prevalenti nelle sue canzoni sono stati fortemente criticati dalla politica del SPD, Monika Griefahn, che citò Frauenarzt per violazione di argomenti pornografici in Germania.

## Discografia

### Album
| Anno | Autore                           | Titolo                                                   | Tipo            | Edizioni                              |
| ---- | -------------------------------- | -------------------------------------------------------- | --------------- | ------------------------------------- |
| 1999 | Frauenarzt                       | B.C.                                                     | Kassette        | heute Neuauflage erhältlich           |
| 2000 | Frauenarzt                       | Untergrund Solo Volume 1                                 | Kassette        | heute Neuauflage erhältlich           |
| 2000 | Frauenarzt                       | Tanga Tanga Volume 1                                     | Kassette        | heute Neuauflage erhältlich           |
| 2001 | Frauenarzt und DJ Korx           | Krieg mit uns                                            | CD              | heute Neuauflage erhältlich           |
| 2002 | Frauenarzt                       | Unveröffentlichte Untergrund-Hits                        | CD              | -                                     |
| 2002 | Frauenarzt und Mr. Long          | Porno Party                                              | CD              | indiziert                             |
| 2003 | Frauenarzt                       | Tanga Tanga 2003                                         | CD              | indiziert                             |
| 2003 | Frauenarzt                       | Untergrund Solo Volume 2                                 | CD              | indiziert                             |
| 2005 | Frauenarzt                       | Untergrund Solo Volume 2 (zerhackt und runtergeschraubt) | CD              | -                                     |
| 2005 | Frauenarzt und Manny Marc        | Berlin bleibt Untergrund – Das Album                     | CD              | -                                     |
| 2005 | Frauenarzt und Manny Marc        | Berlin bleibt Untergrund – Das Mixtape                   | CD              | -                                     |
| 2005 | Frauenarzt, Chuky und Smoky      | Mehr Kohle Atzen machen Ärger                            | CD              | Indiziert A-Liste                     |
| 2005 | Frauenarzt                       | B.C. – Neuauflage                                        | CD              | -                                     |
| 2005 | Frauenarzt                       | Tanga Tanga Volume 1 – Neuauflage                        | CD              | -                                     |
| 2005 | Frauenarzt                       | Untergrund Solo Volume 1 – Neuauflage                    | CD              | -                                     |
| 2005 | Frauenarzt und Mr. Long          | Porno Party 2                                            | CD              | indiziert                             |
| 2005 | Frauenarzt                       | Der Untergrundkönig                                      | CD              | indiziert                             |
| 2006 | Frauenarzt und DJ Korx           | Krieg mit uns – Neuauflage                               | CD              | -                                     |
| 2006 | Frauenarzt und King Orgasmus One | Porno Mafia                                              | CD              | indiziert (Liste B) und beschlagnahmt |
| 2006 | Frauenarzt                       | Brennt den Club ab – Seine größten Hits                  | CD              | indiziert                             |
| 2006 | Frauenarzt                       | Geschäft ist Geschäft                                    | CD              | indiziert (Liste B) und beschlagnahmt |
| 2006 | Frauenarzt und Manny Marc        | Hart an der Grenze                                       | CD              | 1. Labelsampler von Ghetto Musik      |
| 2007 | Frauenarzt                       | Jetzt reicht's!!!                                        | CD              | -                                     |
| 2007 | Frauenarzt                       | Dr.Sex                                                   | CD              | FUORI COMMERCIO                       |
| 2007 | Frauenarzt                       | Dr.Sex Bonus Edition                                     | CD              | FUORI COMMERCIO                       |
| 2008 | Frauenarzt und Manny Marc        | Feiern mit den Pleitegeiern                              | CD              | -                                     |
| 2008 | Frauenarzt                       | Feuchte Träume                                           | CD              | indiziert                             |
| 2008 | Frauenarzt und Manny Marc        | Atzen Musik Vol. 1                                       | CD              | -                                     |
| 2009 | Frauenarzt und Manny Marc        | Atzen Musik Vol. 1 (Ltd. DJ Mix edition)                 | 2CD             | Remix-CD                              |
| 2009 | Blokk und Arzt                   | Untergrund                                               | CD              | -                                     |
| 2010 | Frauenarzt und Manny Marc        | Atzenmusik Vol.2                                         | CD              | in diversen Auflagen erschienen       |
| 2011 | Frauenarzt und Manny Marc        | Party Chaos                                              | CD              | auch als Deluxe Edition erschienen    |
| 2012 | Frauenarzt und Manny Marc        | Atzen Musik vol.3                                        | CD              | versione Deluxe esaurita.             |
| 2013 | Frauenarzt und Dj Monoton k      | R.A.P.                                                   | CD/KASS.        | versione Deluxe esaurita.             |
| 2014 | Frauenarzt und Dj Reckless       | Tanga Tanga 3                                            | CD/KASS.        | versione Deluxe esaurita.             |
| 2016 | Frauenarzt                       | Mutterficker                                             | CD/VINILE       | versione Deluxe esaurita.             |
| 2017 | Frauenarzt & Taktloss            | Gott                                                     | CD/VINILE/KASS. | -                                     |

### Mixtape
| Anno | Autore                    | Titolo                                 | Tipo     |                             |
| ---- | ------------------------- | -------------------------------------- | -------- | --------------------------- |
| 2000 | Frauenarzt -Manny Marc    | Wixtape 1 – Bass Computer 2000         | Kassette | heute Neuauflage erhältlich |
| 2004 | Frauenarzt und Manny Marc | Wixtape 2 – Kings Of Berlin Bass       | Kassette |                             |
| 2004 | Frauenarzt und Manny Marc | Wixtape 3 – Hardcore Rap               | Kassette | -                           |
| 2005 | Frauenarzt und Manny Marc | Wixtape 4 – Gangster Wix               | Kassette | -                           |
| 2005 | Frauenarzt und Manny Marc | Berlin bleibt Untergrund – das Mixtape | CD       | -                           |

### Singoli
- 2005: T-Shirt und Jeans
- 2009: Das geht ab! (con Manny Marc)
- 2010: Disco Pogo (con Manny Marc)
- 2010: Atzin (con Manny Marc)
- 2010: Rock die Scheiße fett (con Manny Marc)
- 2011: Strobo Pop (con Manny Marc & Nena)
- 2011: Hasta la Atze (con Manny Marc)
- 2012: Party (Ich will Abghen) (con Manny Marc)
- 2012: Feiern?Okay! (con Manny Marc feat DJ Antoine )
- 2013: Looki Looki (con Manny Marc)
- 2014: Joko Diss (con Manny Marc feat Eko Fresh & B.S.H)
- 2016: KKF
- 2016: Zieh Dein Shirt Aus
- 2016: Ketten Raus Kragen Hoch
- 2017: Ich schwöre(con Taktloss)

### DVDs
- 2003: Berlin Untergrund (mit DJ Korx; FSK: ungeprüft)
- 2006: Berlin bleibt hart Tour (Amstaff & Mehr Kohle Records; FSK: ab 18)

### Produktionen (Auswahl)
- 2006: Friedhof Chiller von 4.9.0 Friedhof Chiller
- 2006: Rotlicht auf OrgiAnal Arschgeil von King Orgasmus One
- 2007: Alles Negertiv von Megaloh & Sprachtot

### Maggiori collaborazioni a partire dal 2005
- 2005: ANKLAGE N.5 (Feat Sido-Fler-B Tight-Tony D)
- 2006: Blut gegen Blut x (Feat Massiv)
- 2007: Von den buten Scheinen (Feat Megaloh)
- 2007: Voll Assi Flair (Feat Fler & G Hot)
- 2007: Neid und Verrat (Feat Mc Bogy)
- 2008: Party Time (Feat B-Tight)
- 2008: Ein ganz normaler Atze (All Mixes) (MP3-Remixe, mit Manny Marc)
- 2008: Das geht ab (Atzen Musik RMX) (mit Manny Marc, Evil Hectorr, Major, Smoky, Kid Millennium und Keule Helle) (Juice Exclusive! auf Juice-CD #92)
- 2008: Wir werden nie Erwachsen (Feat Prinz Pi)
- 2009: Wir sind in (eSingle) (mit Ren Da Gemini)
- 2010: Bis die Polizei kommt (mit Kay One auf Kenneth allein zu Haus)[2]
- 2010: Breackdance (feat Eko Fresh)
- 2011: Rand II (feat Prinz Pi)
- 2012: Ehre und Starke feat (Eko Fresh)
- 2012: Sudrapstarz 2 (feat Bushido)
- 2013: 30-11-80 (Die Atzen ft. SIDO & All stars rap)
- 2013: Ich bin in Reinen mit mir (feat Eko Fresh)
- 2013: Proletik Poetik (feat Mc Bogy)
- 2014: Hop Hop Hurra (Die Atzen feat Psaiko.Dino)
- 2014: Seh gut dabei aus (Die Atzen feat B.S.H.)
- 2014: Joko Diss (Die Atzen feat Eko Fresh & B.S.H.)
- 2015: Retro (feat B-Tight)
- 2015: Press Play (Feat DIDI & BABA)
- 2015: Bassboxxx Clique 8 (feat Bassboxxx all stars)
- 2015: Berlin Berlin (Feat Mc Bogy)
- 2015: F.I.C.K.D.I.C.H. (Feat SDP)
- 2015: Berlin Chaoten (Feat Mc Basstard, Manny Marc,Mc Bogy)
- 2015: Unter Deck RMX (Feat Errdeka)